# Whisky en France

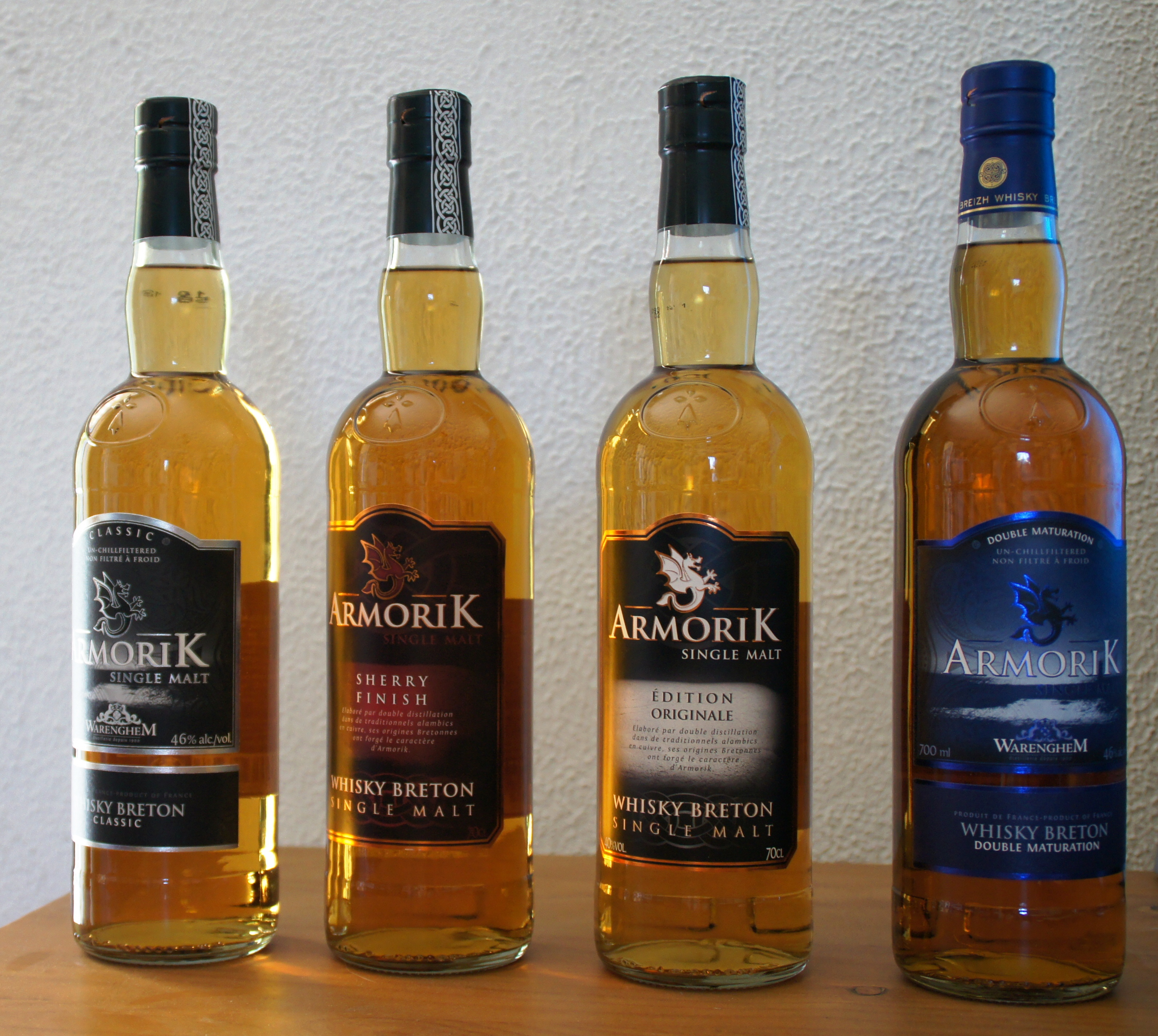
Collection de whiskies de la distillerie Warenghem.

La France est un pays qui consomme et produit du whisky.

## Consommation
En 2005, la consommation de whisky est supérieure en France à celle des apéritifs anisés comme le pastis. La consommation est en augmentation continue (+ 3 % en 2005, + 6 % en 2006).
Les Français consomment 193 millions de litres de whiskies, ce qui représente près 39 % du chiffre d'affaires des spiritueux vendus en grandes surfaces et 28 % des volumes.
Parmi ces whiskies, plus des trois quarts sont des blends. La France reste tout de même le premier marché mondial de single malts. Il est consommé en moyenne 5 litres de whiskies (tous genres confondus) par an et par foyer.
La commercialisation des whiskies (très majoritairement originaires d'Écosse) se fait par l'intermédiaire de groupes comme Pernod Ricard, LVMH, Marie Brizard Wine & Spirits (MBWS) ou La Martiniquaise propriétaires de distilleries et/ ou de marques de whiskies, et par l'action de petites sociétés de distribution spécialisées dans les spiritueux comme Dugas et La Maison du Whisky.
La France est le premier importateur mondial de Scotch Whisky, avec 49,8 millions de litres (équivalent alcool pur) en 2016, en hausse de 9,7 % par rapport à 2015, loin devant les États-Unis (30,2 millions de litres eq. alcool pur) et l'Espagne (16,15 millions de litres). En France, William Peel est la marque de Scotch Whisky la plus vendue, avec 26,4 % de part de marché, suivi par Grant's, avec 11,6 % de PDM (source Nielsen CAD, P02/2017).
Le marché a tendance à se diversifier dans le but de compenser la pénurie d'offre de whisky classique face à une popularité grandissante et une nouvelle demande dans les pays émergents (Chine, Inde, Russie). Il y a une tendance à un rajeunissement des expressions, une création de nouveaux produits (niche de whiskies aromatisés, de flasques de 35 cl des éditions limitées, souvent dites No Age Statement, cuvées de prestige ou d'anniversaire), et une montée en gamme (premiumisation).

## Répartition par régions
Si la France ne s'est ouverte que récemment[Quand ?] à la production du whisky[réf. nécessaire],l'activité est en pleine expansion.

### En Aquitaine
- Distillerie Moon Harbour, Bordeaux : distillation de whiskies 100 % local, distillation de rhum et de gin.

### En Charente
- La distillerie Tessendier, producteur de brandy par ailleurs.
- La distillerie de Saint Palais
- La Maison Boinaud, située à Angeac-Champagne et commercialisant un whisky français sous la marque Heriose. La distillerie est également un producteur historique de Cognac et notamment de la marque De Luze.

### En Occitanie
- Black Mountain à Fraïsse-sur-Agout. Black Mountain ne distille rien et distribue des blends issues de productions de différents pays.
- Bows à Montauban
- Distillerie Castan à Villeneuve-sur-Vère
- Twelve à Laguiole.

### En Bretagne
Historiquement et quantitativement, la Bretagne est la première région française productrice de whisky. Quatre distilleries y sont situées.
- La distillerie Warenghem à Lannion dans les Côtes-d'Armor, qui fut la première distillerie de whisky en Bretagne avec le WB. Héritière de plus de 100 ans de savoir-faire dans la distillation, elle s'est lancée dans le whisky en 1984. Son single malt Armorik, 100 % orge malté, est issu des techniques traditionnelles avec une double distillation dans des alambics en cuivre et un vieillissement prolongé dans différents types de fûts de chêne.
- La distillerie artisanale Glann ar Mor à Pleubian dans les Côtes-d'Armor, située face à l'océan près du Sillon de Talbert, fabrique depuis 1999 du whisky single malt à base de 100 % d'orge malté, avec une expression non tourbé Glann ar Mor, et une expression tourbée Kornog. La distillation est effectuée dans deux alambics traditionnels de forme « oignon », selon la technique de la « chauffe directe » ou « chauffe à flamme nue ».
- La distillerie des Menhirs, à Plomelin (Finistère) qui fabrique l'Eddu, un whisky 100 % blé noir affiné en fûts de cognac.
- La distillerie Kaerilis, installée à Palais (Belle-Île-en-Mer) dans le Morbihan.

### En Alsace
Cinq distilleries se sont lancées en Alsace dans la production de whiskies :
- La distillerie Bertrand située à Uberach, qui produit une gamme de single malts appelés Uberach ;
- La distillerie HEPP, également située à Uberach et historiquement productrice d'eaux-de-vie, produit une gamme de single malts ;
- La distillerie artisanale F.Meyer située à Hohwarth dans le Bas-Rhin, qui produit un Blend supérieur et un Pur Malt ;
- La distillerie Gilbert Holl, située à Ribeauvillé, a lancé le 1er whisky alsacien Lac'Holl en 2004.
- La distillerie G.Miclo, située à Lapoutroie et historiquement productrice d'eaux-de-vie, produit une gamme de single malts appelés Welche's Whiskies.

### En Auvergne-Rhône-Alpes
- La distillerie de Monsieur Balthazar à Hérisson dans l'Allier produit le Hedgehog (qui signifie « hérisson » en anglais), un whisky de digestif, très long en bouche, qui séjourne d'abord dans des fûts de chêne de la forêt de Tronçais avant de vieillir dans d'anciens fûts de cognac[10]. La distillerie n'est autre que la propriété de l'acteur Olivier Perrier, lui-même originaire du Bourbonnais, vu dans le rôle de Frère Bruno dans le film Des hommes et des dieux en 2010.
- Le Glaces est une ferme-distillerie de montagne située à Saint-Jean-d'Hérans, au cœur des Alpes françaises, sur les flancs de l’Obiou. La première version de son whisky est disponible depuis le 1er juillet 2011.
- La distillerie Ninkasi située à Tarare, distille depuis décembre 2015[11]. Après une série de séries limitées appelées « Tracks », elle a sorti en 2021 son premier whisky single malt permanant vieilli en fût de Chardonnay. La particularité de cette distillerie réside dans son savoir faire de brasseur qu'elle développe depuis 1997 également sous la marque Ninkasi.
- La distillerie du Vercors à Saint-Jean-en-Royan dans la Drôme produit une gamme de single malt dénommés Séquoia
- La distillerie Baptiste à Saint-Étienne-de-Chomeil dans le Cantal, après un déménagement en octobre 2019 depuis Valence dans la Drôme
- La Distillerie du Drac à Champ-sur-Drac distille depuis 2016 du whisky et du gin. Son orge provient de la Région Auvergne-Rhône-Alpes et le maltage, le brassage et les distillations sont faits sur place[12].

### En Champagne-Ardenne
- La distillerie du Pays d'Othe, à Saint-Mard-en-Othe dans l'Aube, qui fabrique Le Chevailler, un Pur Malt affiné en fûts d'acacia.

### En Corse
- Le whisky corse P&M est fabriqué par la Brasserie Pietra et la Distillerie Mavela à proximité d’Aléria.

### En Franche-Comté
- La Brasserie-Distillerie La Rouget de Lisle (39140 Bletterans) produit du whisky brassé, distillé, vieilli et embouteillé dans le Jura..

### En Lorraine
- Le G. Rozelieures est un whisky de Lorraine produit à Rozelieures par la distillerie Grallet-Dupic, Maison de la Mirabelle entre Nancy, Épinal et Lunéville; c'est un whisky "single malt" légèrement tourbé vieilli en fûts notamment de xérès. Il allie des notes épicées très aromatiques. La distillerie se trouve dans le très beau village perché de Rozelieures au bord de la vallée de l'Euron face à l'ancien volcan du secondaire d'Essey-la-Côte.

### Dans les Hauts-de-France
- La distillerie Claeyssens de Wambrechies.
- La distillerie Ergaster à Passel dans l'Oise
- T.O.S Distillerie à Aix-Noulette dans le Pas-de-Calais.

### En Normandie
- La brasserie Northmaen distille sur un alambic ambulant son whisky, le Thor Boyo. La brasserie est située à la Chapelle-Saint-Ouen, à 35 km à l'est de Rouen.

### En Haute-Vienne
- La Maison Turin, distillerie et liquoristerie à Limoges depuis 1987, produit deux blends, Bog 3 ans et Bog 8 ans.

### En Île-de-France
- La distillerie de Paris, dans le 10e arrondissement. Premier whisky brassé et distillé en 2015.

## Maturation
Outre la production, certains se sont lancés dans le commerce du whisky en pratiquant en France une maturation complète ou partielle de whisky élaboré en Écosse.
- Les Celtique Connexion sont des single malts qui ont d'abord été distillés puis vieillis durant plusieurs années en Écosse, avant de bénéficier ensuite d'un affinage, également appelé "double maturation", dans des fûts de vin. Celtique Whisky Compagnie qui assure cet affinage dans ses propres chais en bord de mer sur la côte bretonne, a été l'initiateur quant à l'utilisation de fûts de Sauternes, technique reprise depuis par de nombreuses distilleries, notamment en Écosse.
- Altore est un vatted malt distillé en Écosse dans les Highlands et dont la maturation se fait en fûts de vin de Patrimonio.
- Kaerilis est un single malt distillé en dans les Highlands d'Écosse, qui poursuit sa maturation à Belle-île. Kaerilis doit prochainement distiller ses premiers cœurs de chauffe à Belle-Isle en Mer.

### Sources
- Robin Entreinger, Whisky made in France, Malakoff, Dunod, novembre 2017, 200 p.
- Ouvrage collectif, Soifs d'Auvergne, Clermont-Ferrand, La Montagne, décembre 2011, 146 p.